# Fes-Saiss Airport
Saïss Airport of Fez-Saïss Airport (Arabisch: مطار فاس سايس الدولي) is het vliegveld van de stad Fez, de hoofdstad van de regio Fez-Boulemane in Marokko.
In 2008 verwerkte het vliegveld bijna 410.000 passagiers en in 2009 zelfs ruim 530.000.

## Faciliteiten
Het vliegveld ligt op 579 m boven de zeespiegel en heeft 1 landingsbaan van aangeduid als 09/27 (dus loopt oost-west). Deze asfaltbaan heeft een lengte van 3200 meter en 45 meter breed.
De totale oppervlakte voor het 'parkeren' van toestellen bedraagt 34.000 m² en biedt capaciteit voor 4 toestellen van het type Boeing 737 en 1 keer een Boeing 747.

## Maatschappijen en bestemmingen
Fes-Saïss Airport is een internationaal vliegveld met vluchten naar 18 bestemmingen in 6 landen in Europa. Een van de belangrijkste maatschappijen is Ryanair die vluchten aanbiedt naar Spanje, Italië, Frankrijk, Duitsland, Engeland en Nederland. Op 11 december 2012 kondigde Ryanair aan een basis te openen op Eindhoven Airport en daarbij een nieuwe route Eindhoven-Fez. Per april 2013 is er dus een rechtstreekse vlucht vanuit Nederland naar Fes-Saïss Airport.
Andere maatschappijen zijn onder andere Royal Air Maroc, Thomsonfly, Jet4you, Saudi Arabian Airlines en easyJet.

## Verkeersgegevens
Vanwege een beveiligingsprobleem met de MediaWiki Graph-software is het momenteel niet mogelijk deze grafiek weer te geven. Zodra de software is bijgewerkt zal de grafiek vanzelf weer zichtbaar worden.
2010
- Passagiers: 743.018 (+40,00%)

2009
- Vliegbewegingen: 7984 (+66,47%)
- Passagiers: 530.432 (+29,61%)
- Vracht (ton): 434,62 (-21.75%)

2008
- Vliegbewegingen: 4796 (+10,48%)
- Passagiers: 409.260 (+22,56%)
- Vracht (ton): 555,39 (+38,72%)

2007
- Vluchtbewegingen: 4341
- Passagiers: 333.929
- Vracht (ton): 400,38